# Донато Гама да Сілва
Донато Гама да Сілва (ісп. Donato Gama da Silva, нар. 30 грудня 1962, Ріо-де-Жанейро) — іспанський футболіст бразильського походження. Почавши свою кар'єру на місці центрального півзахисника, Донато закінчив її як центральний захисник майже у віці 41 року.
Він провів значну частину своєї професійної кар'єри в Іспанії — 15 років і зіграв більше 500 офіційних ігор — в першу чергу за «Депортіво», будучи частиною команди «Супер Депор», яка виграла кілька великих титулів, в тому числі чемпіонат Іспанії 2000 року. Крім того Донато вирішив виступати за національну збірну Іспанії, у складі якої був учасником чемпіонату Європи.

## Клубна кар'єра
У дорослому футболі дебютував 1983 року виступами за команду «Америка» (Ріо-де-Жанейро), в якій провів два сезони, взявши участь у 36 матчах бразильської Серії А.
Протягом 1985—1988 років захищав кольори команди клубу «Васко да Гама» і двічі ставав переможцем чемпіонату штату. Проте у новому клубі Донато зіткнувся з високою конкуренцією і за чотири сезони з'явився на полі всього в 49 матчах.
У 1988 році він прийняв запрошення мадридського «Атлетіко» і переїхав у Іспанію. У новій команді Донато став одним з лідерів і двічі допоміг «матрасникам» виграти Кубок Іспанії.
У 1993 році він перейшов в «Депортіво», де в той час підібрався дуже сильний склад. За команду виступали Мирослав Джукич, Жак Сонго'о, Фран Гонсалес та два його співвітчизника Бебето і Мауро Сілва. Новій команді Донато допоміг виграти Ла Лігу, а також кілька разів здобути Кубок та Суперкубок Іспанії. Основну частину своїх голів за клуб він забив дальніми ударами, виконуючи штрафні або з гри.
У 2002 році Донато побив 43-річний рекорд, ставши найстаршим футболістом, який забивав у лізі. Також він став рекордсменом за кількістю проведених в Ла Лізі матчів футболістом, що народилися за межами Іспанії — 466 ігор за 15 сезонів. Донато займає четверте місце серед рекордсменів «Депортіво» за кількістю зіграних матчів за клуб — 303. Після закінчення кар'єри у 2003 році він вирішив стати тренером.

## Виступи за збірну
У 1990 році Донато отримав іспанське громадянство і у нього з'явилася можливість виступати за збірну Іспанії.
16 листопада 1994 року в відбірковому матчі чемпіонату Європи 1996 року проти збірної Данії Донато дебютував за збірну Іспанії. У цьому ж поєдинку він забив свій перший гол за національну команду.
У 1996 році Донато потрапив у заявку збірної на участь у чемпіонаті Європи в Англії. На турнірі він зіграв лише в одному матчі проти збірної Болгарії (1:1).
Протягом кар'єри у національній команді, яка тривала усього 3 роки, провів у формі головної команди країни 12 матчів.

### Голи за збірну Іспанії
| #  | Дата              | Місце                                   | Противник | Рахунок | Результат | Змагання                     |
| -- | ----------------- | --------------------------------------- | --------- | ------- | --------- | ---------------------------- |
| 1. | 16 листопада 1994 | Рамон Санчес Пісхуан, Севілья, Іспанія  | Данія     | 2:0     | 3:0       | Відбірковий турнір Євро 1996 |
| 2. | 17 грудня 1994    | Констант Ванден Сток, Брюссель, Бельгія | Бельгія   | 1:2     | 1:4       | Відбірковий турнір Євро 1996 |
| 3. | 18 січня 1995     | Ріасор, Ла-Корунья, Іспанія             | Уругвай   | 2:2     | 2:2       | Товариський матч             |

## Тренерська кар'єра
Донато розпочав свою тренерську кар'єру в Греції, як помічник тренера в «Арісі» (Салоніки). У 2008 році він був призначений менеджером молодіжної команди нижчолігового іспанського клубу Монтанерос, де пропрацював до 2009 року.
5 листопада 2015 року було оголошено, що Донато став головним тренером клубу «Вівейро» з регіонального чемпіонату Галісії, проте вже через два місяці, 5 січня 2016 року, клуб оголосив про звільнення тренера.

## Титули і досягнення
- Переможець Ліги Каріока (2):

«Васко да Гама»: 1987, 1988
- Володар Кубка Іспанії з футболу (4):

«Атлетіко»: 1990–91, 1991–92
«Депортіво»: 1994–95, 2001–02
- Чемпіон Іспанії (1):

«Депортіво»: 1999–00
- Володар Суперкубка Іспанії (2):

«Депортіво»: 1995, 2000